# Rudolf Karel
Pour les articles homonymes, voir Karel.
Rudolf Karel, né le 9 novembre 1880 à Pilsen et mort le 6 mars 1945 au camp de concentration de Theresienstadt, est un compositeur tchécoslovaque.

## Biographie
Fils d'un employé des chemins de fer, il a étudié la composition de 1899 à 1904 avec Antonín Dvořák et l'orgue avec Klicka à Prague. C'est aussi à Prague qu'il a participé à la résistance contre les Nazis. Il a été arrêté le 19 mars 1943 puis interné à la prison de Pankrác. Il continue la composition dans des conditions incroyablement difficiles, en écrivant avec du charbon sur du papier hygiénique. Comme pour tant d'autres, ses dernières œuvres ont été exhumées et reconstituées par Francesco Lotoro.
En février 1945 il est déporté au camp de concentration de Theresienstadt où il meurt un mois plus tard.

## Œuvres (sélection)

### Piano
- 1910 Thème et variations op. 13

### Opéras
- 1909 Le Cœur d'Islein (Ilseino srdce)
- 1932 La Mort marraine Joyeux conte en 3 actes op. 30
- vers 1944 Les Cheveux d'or du Père Grand-Savoir ("Tri vlasy deda Vseveda") opéra en cinq tableaux

### Œuvres pour orchestre
- vers 1904/1911 Scherzo Capriccio op. 6
- 1909 Symphonie Ideale op. 11
- 1914 Symphonie pour violons et orchestre op. 20
- 1918-1920 Symphonie Démon op. 23
- 1921 Symphonie Renaissance op. 15
- 1938 Symphonie de printemps op. 38
- 1941 Ouverture révolutionnaire op. 39

### Musique de chambre
- 1936 Troisième quatuor à cordes op. 37
- 1945 Nonet (sans numéro d'opus)